# Terzan 5
Terzan 5 — шаровое скопление звёзд в созвездии Стрельца. Расстояние до него составляет около 18,8 тысяч световых лет. Оно расположено в балдже нашей Галактики (т.е. в её центре). Это одно из шести шаровых скоплений, открытых турецко-французским астрономом Акопом Терзаном в 1968 году.

## Характеристики
Астрономов интересует, как возникло скопление. Одни исследователи считают, что Terzan 5 является ядром бывшей карликовой галактики.
Однако есть и другая теория происхождения скопления. Недавние исследования показали, что скопление состоит из двух звёздных популяций, отличающихся между собой наличием тяжёлых химических элементов. Более того, астрономы пришли к выводу, что Terzan 5 не является подлинным шаровым скоплением. Полученные образцы спектра химического состава звёзд оказались подозрительно похожими на спектры звёзд из балджа. Это говорит о том, что, возможно, Terzan 5 — фрагмент галактического балджа.
Скопление содержит, по меньшей мере, 34 миллисекундных пульсара. Учёные полагают, что их может быть более двухсот. Первый подобный объект, PSR B1744-24A, открытый в 1990 году, имеет период 11,56 миллисекунд. В скоплении находится один из самых быстрых пульсаров — PSR J1748-2446ad с частотой вращения 716 Гц.